# كارلوس لونا
كارلوس لونا (بالإسبانية: Carlos Luna)‏ (17 يناير 1982 في الأرجنتين - ) هو لاعب كرة قدم أرجنتيني في مركز الهجوم. لعب مع تيغري وديبورتيفو إسبانول وروزاريو سنترال وريفر بليت وكيلمس ونادي إلتشي ونادي راسينغ وليجا دي كويتو ونادي أتليتكو للبنين ‏.

## روابط خارجية
- كارلوس لونا على موقع قاعدة بيانات كرة القدم.إي يو (الإنجليزية)
- كارلوس لونا على موقع Soccerway.com (الإنجليزية)